# Erämaan viimeinen
«Erämaan viimeinen» (с фин. «Последний из диких») — третий сингл из альбома Dark Passion Play финской группы Nightwish. «Erämaan viimeinen» — это версия песни «Last of the Wilds», исполненная вокалисткой группы Indica Йоханной Саломаа на финском языке. «Erämaan viimeinen» возглавил национальный хит-парад Финляндии Suomen virallinen lista.

## Состав
- Туомас Холопайнен — клавишные, композитор
- Йонсу (Indica) — вокал
- Эмппу Вуоринен — гитара
- Марко Хиетала — бас-гитара, вокал, композитор
- Юкка Невалайнен — ударные

## Список композиций
1. Erämaan viimeinen
2. Erämaan viimeinen (Instrumental Version) — Last of the Wilds